# Vojtěch Filip
Vojtěch Filip (nacido el 13 de enero de 1955, pronunciación checa: [vojcɛx fɪlɪp]) es un político checo y líder del Partido Comunista de Bohemia y Moravia (KSCM).

## Biografía
Vojtěch Filip nació en 1955, en un pequeño pueblo cerca de České Budějovice llamado Jedovary. Después de graduarse en el Gymnasium (escuela secundaria) en Trhové Sviny, estudió Derecho en la Universidad de Jan Evangelista Purkyně en Brno (ahora Universidad Masaryk).
Antes de sus funciones de servicio militar, comenzó a trabajar como abogado en la ex firma nacional de Sfinx Budweis. Regresó a la firma en septiembre de 1979 después de terminar su servicio militar en Praga. Trabajó en Sfinx sin interrupción hasta 1990 como abogado. En 1993, abrió su propio bufete de abogados, primero como abogado comercial, y más tarde como un abogado especializado en derecho comercial, derecho constitucional, los partidos políticos y los derechos humanos. En revistas especializadas y actas, publicó numerosos artículos, que afectaron principalmente a la responsabilidad de las relaciones en materia civil, comercial, laboral y penal.